# Panacca arata
Panacca arata is een tweekleppigensoort uit de familie van de Parilimyidae. De wetenschappelijke naam van de soort is voor het eerst geldig gepubliceerd in 1881 door Verrill & Smith in Verrill.